# João de Ataíde
D. João de Ataíde (nascido c. 1600, falecido em 14 de setembro de 1637), foi o  4.º Conde da Castanheira.
Senhor de todos os senhorios, morgados e título da casa da Castanheira, que herdou por falecimento de seu pai, D. Manuel de Ataíde, tornando-se  assim donatário da capitania de Itaparica e Tamarandiva, no Brasil.
Teve o título confirmado por carta régia de 4 de outubro de 1621.
Casou a 1ª vez com D. Maria de Vilhena. filha de D. Francisco da Gama, 4.º conde da Vidigueira, vice-Rei da India. 
Casou 2.ª vez depois com sua tia D. Lourença de Vilhena, filha de D. Luís Fernandes de Vasconcelos, comendador de Valada na Ordem de Cristo, e governador do Brasil. 
Como não deixou geração legítima, por sua morte herdou a casa da Castanheira seu tio, D. António de Ataíde, que foi assim o 5.º conde da Castanheira.